# هاینوسور
هاینوسور(نام علمی: Hainosaurus) نام یک سرده از تیره موساسوریان است.